# Bońkowo Podleśne (gromada)
Bońkowo Podleśne – dawna gromada, czyli najmniejsza jednostka podziału terytorialnego Polskiej Rzeczypospolitej Ludowej w latach 1954–1972.
Gromady, z gromadzkimi radami narodowymi (GRN) jako organami władzy najniższego stopnia na wsi, funkcjonowały od reformy reorganizującej administrację wiejską przeprowadzonej jesienią 1954 do momentu ich zniesienia z dniem 1 stycznia 1973, tym samym wypierając organizację gminną w latach 1954–1972.
Gromadę Bońkowo Podleśne z siedzibą GRN w Bońkowie Podleśnym utworzono – jako jedną z 8759 gromad na obszarze Polski – w powiecie mławskim w woj. warszawskim, na mocy uchwały nr VI/10/8/54 WRN w Warszawie z dnia 5 października 1954. W skład jednostki weszły obszary dotychczasowych gromad Bońkowo Kościelne, Bońkowo Podleśne, Budy-Matusy, Rudowo i Wróblewo ze zniesionej gminy Mostowo w tymże powiecie. Dla gromady ustalono 12 członków gromadzkiej rady narodowej.
31 grudnia 1959 z gromady Bońkowo Podleśne wyłączono (a) wieś Budy Matusy, włączając ją do gromady Radzanów oraz (b) wieś Rudowo włączając ją do gromady Dąbrowa w tymże powiecie, po czym gromadę Bońkowo Podleśne zniesiono a jej (pozostały) obszar włączono do nowo utworzonej gromady Liberadz tamże.